# Bujar Dida
Bujar Dida (jap. ブヤール・ディダ, ur. 7 maja 1961 w Kukësie) – albański chemik i dyplomata, konsul generalny (2000–2009) i ambasador (2009–2015) Republiki Albanii w Tokio.

## Życiorys
Otrzymał doktorat z filozofii na Uniwersytecie Tirańskim. W latach 1995–1999 studiował na Uniwersytecie Tohoku w Sendai, gdzie uzyskał ponownie doktorat.
Był profesorem chemii ogólnej i nieorganicznej na Politechnice Tirańskiej.
W 2011 roku uczestniczył w konferencji ministerialnej w Fukushimie na temat bezpieczeństwa jądrowego po trzęsieniu ziemi w regionie Tōhoku.
28 listopada 2011 roku, wraz z ambasadorem Bośni i Hercegowiny Pero Maticiem, spotkał się z burmistrzem Hiroszimy, Kazumim Matsuim. Celem spotkania było podarowanie od stowarzyszenia Stone for Peace Association of Hiroshima kamieni z miejsc zniszczonych wybuchem bomby atomowej; Dida otrzymał kostkę brukową z torów tramwajowych w pobliżu mostu Aioi-bashi będącego celem bomby atomowej. Bośnia i Hercegowina otrzymała kolejny kamień w 2012 roku. Obaj ambasadorowie oświadczyli, że popierają pokojowe inicjatywy Hiroszimy, a Matić zaproponował Hiroszimie pogłębienie przyjaźni ze stolicą Bośni i Hercegowiny – Sarajewem, gdyż to miasto było miejscem spustoszonym przez wojnę, oraz miejscem, w którym wybuchła I wojna światowa.
26 marca 2015 roku, dekretem nr 9016, wydanym przez ówczesnego prezydenta Albanii, Bujara Nishaniego, Bujar Dida został zwolniony z funkcji ambasadora Republiki Albanii w Tokio.

## Odznaczenia
Za wzmocnienie dyplomatycznych stosunków albańsko-japońskich oraz promowanie nauki języka japońskiego w Albanii 21 czerwca 2018 roku został odznaczony Orderem Wschodzącego Słońca, stając się pierwszym obywatelem Albanii odznaczonym cesarskim odznaczeniem, nadawanym osobiście przez cesarza.